# Marina Mazić
Marina Mazić je bivša hrvatska košarkašica. Igrala je za Hrvatsku. i ŽKK Jolly Šibenik. Igrala je na poziciji centra.

## Karijera
Igrala je za ŽKK Croatia Zagreb s kojom je osvojila tri naslova prvaka Hrvatske. Igrala je za ŽKK Gospić. U Croatiji i Gospiću je ukupno osvojila pet Kupova Hrvatske te u grčkom Esperidesu iz Glyfade jedan Kup Grčke. Još je igrala u španjolskoj Ibizi, francuskom COB Calaisu te talijanskom Umani Reyeru iz Venecije.
1998. je godine proglašena najboljom igračicom Hrvatske.
2008. je bila u skupini igračica koje je pozvao izbornik Nenad Amanović na pripreme za EP 2009.
2011. je prekinula karijeru zbog dugogodišnje ozljede leđa.